# Marca de Carintia

El Sacro Imperio Romano Germánico durante el siglo. La marca de Carintia es la porción central de la colección de marcas bávaras destacadas en verde en la zona inferior derecha.

La Marca de Carintia fue un distrito fronterizo (marca, también margraviato; en alemán: Markgrafschaft) del Imperio carolingio creado en 889. Antes de ser marca, había sido un principado o ducado gobernado por príncipes eslavos o semieslavos en un inicio independientes y después bajo soberanía bávara y subsecuentemente franca. El reino fue dividido en condados que, después de la sucesión del duque de Carintia al trono de Francia Oriental, fueron unidos en manos de una única autoridad como marca defensiva contra los eslavos de la Panonia Croata. Cuando la marca de Carintia fue elevada a ducado en 976, se creó una nueva marca carintia (esto es, una marca para proteger al ducado de Carintia). Esta se convertiría en la posterior marca de Estiria.

## Antecedentes
En 745, Carantania, un principado independiente eslavo, con el crecimiento de la amenaza de los ávaros, se sometió a Odilón de Baviera, a su vez vasallo de los francos. Con esto, la frontera bávara fue expandida y el hijo de Odilón, Tasilón III, empezó la cristianización de las tribus eslavas más allá del río Enns. En 788, Carlomagno integró enteramente el territorio de Carintia (Carantania) en el Imperio franco haciendo este territorio parte del extendido ducado de Friuli, junto con la marca de Istria. Bajo su soberanía, el trabajo misionero se acrecentó, especialmente a través de la Archidiócesis de Salzburgo.
Entre 819 y 823 la población nativa eslava apoyó a Ljudevit Posavski en revuelta contra el poder franco. En 827, los búlgaros atacaron Carintia y en 828 Luis el Piadoso reorganizó Friuli en cuatro condados, de los que los dos más septentrionales —Carintia y Baja Panonia— fueron separado del Reino de Italia e incorporados a Baviera. Luis, rey de Baviera, reorganizó Carintia en condados francos poco después. La división de Carintia pudo haber ocurrido tan pronto como 819 o, a lo mejor, simultáneamente con la división de Friuli. Antes que esto, los carintios habían estado todavía bajo gobierno de duques nativos. La nueva administración condal era una mezcla bávara-eslava.

## Carlomán y Arnulfo
El territorio permaneció dentro del reino bávaro de Luis. En 855, Radbodo, prefecto de la marca de Austria, fue depuesto por deslealtad y Rastislav, duque de la Gran Moravia, se rebeló contra el soberano franco oriental. En lugar de Radbodo, Luis nombró como señor de la marca al mayor de sus propios hijos, Carlomán (856). Este tomó el control de las otras marcas orientales, Carintia y Panonia y, en 858, emprendió una dura campaña contra Rastislav, forzándolo a buscar la paz. En 861, Pabón, margrave de Carintia, se rebeló junto a sus condes y Carlomán lo remplazó por Gundachar. En 863, Luis, temiendo una rebelión filial, invadió Carintia, base de Carlomán. Gundachar acudió en ayuda del rey con un numeroso ejército que le había sido encomendado para defender Schwarza. Como consecuencia, Carlomán fue capturado y privado de su prefectura, que obtuvo Gundachar.
Cuando Carlomán se reconcilió con su padre y se le nombró rey de Baviera, entregó Carintia al hijo que había tenido con una concubina carintia, Arnulfo. Arnulfo se instaló en Moosburgo (Mosapurc) y los carintios lo trataron como su propio duque nativo. Después que un derrame cerebral dejara a Carlomán incapacitado en 879, Luis el Joven heredó Baviera y confirmó a Arnulfo como señor de Carintia mediante un acuerdo con Carlomán. En realidad, en la práctica, también Baviera fue gobernada por Arnulfo. Este había administrado la región durante el verano y otoño de 879, mientras su padre preparaba la sucesión en la que también recibió “Panonia”, según dicen los Annales Fuldenses, o "Carantanum," según dice Regino de Prüm.

## Marca

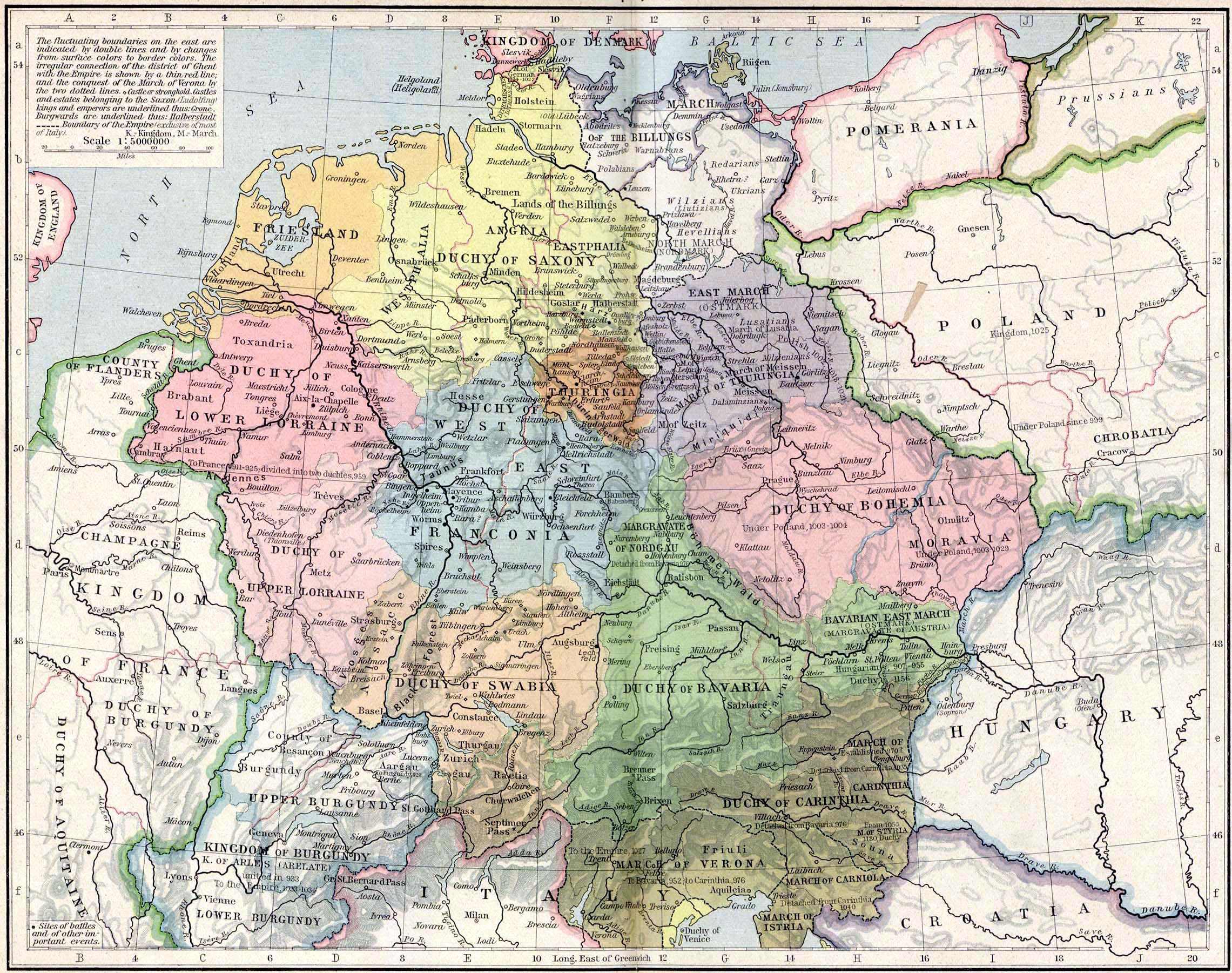
Europa Central (919-1125)

Después de que se convirtiera en rey de toda Francia Oriental, Arnulfo creó una marca de Carintia. Junto a ella estaban las marcas de Istria, Austria, y Carniola. Las marcas más meridionales, Carintia y Carniola, eran especialmente susceptibles a raids magiares. En 901, justo dos años después del primer contacto magiar con Europa Occidental, Carintia fue arrasada por los magiares. En 952, Carintia fue puesta bajo el ducado de Baviera, como lo estaban Carniola, Istria, y Friuli.
Las principales ciudades de la marca eran Friesach y Villach. En el siglo X, una denominada marca Carantania (llamada marca de Carintia porque era la marca [i.e. distrito fronterizo] del nuevo ducado de Carintia) se separó de Carintia. La marca Carantania después se denominaría ducado de Estiria. El único margrave carintio conocido de este periodo —aunque se conocen muchos condes— es Markward III, que fue un preses de Carinthia. 
En 976, el emperador Otón II hizo a su sobrino Otón I duque de Baviera y separó la marca de Carintia y otras marcas del ducado. Convirtió a Carintia en un ducado para el Liutpoldinger Enrique, que actuaba como una suerte de "jefe de policía de frontera, controlando Istria, Friuli, y Carniola.